# 佩戈马
佩戈马（法語：Pégomas，法語發音：[peɡoma] 或 [peɡomas]）是法国滨海阿尔卑斯省的一个市镇，位于该省西南部，属于格拉斯区。

## 地理
佩戈马（43°35'48"N, 6°56'0"E）面积11.28 平方千米，位于法国普罗旺斯-阿尔卑斯-蓝色海岸大区滨海阿尔卑斯省，该省份为法国东南部沿海省份，南濒地中海，西南至瓦尔省，西北接上普罗旺斯阿尔卑斯省，北部和东部与意大利接壤。
与佩戈马接壤的市镇（或旧市镇、城区）包括：锡亚涅河畔欧里博、格拉斯、芒德略拉纳普勒、穆昂-萨尔图、锡亚涅河畔拉罗凯特、塔讷龙。
佩戈马的时区为UTC+01:00、UTC+02:00（夏令时）。

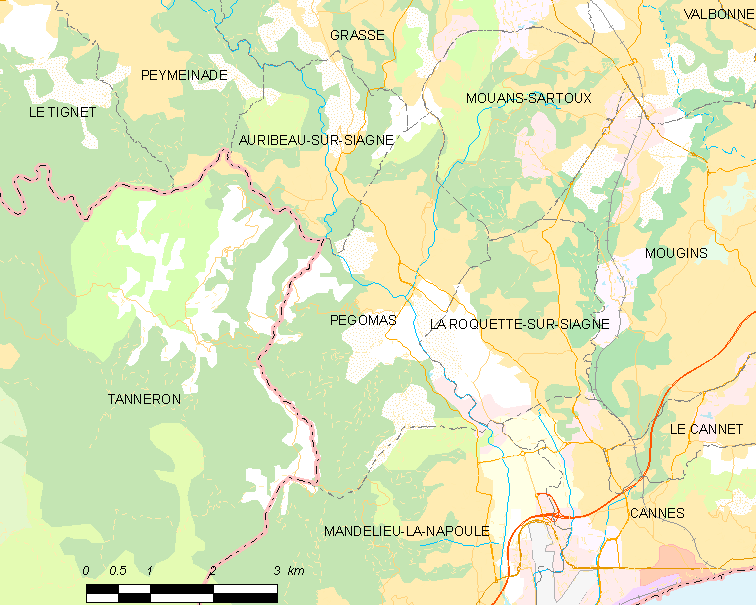
佩戈马的OSM定位图

## 行政
佩戈马的邮政编码为06580，INSEE市镇编码为06090。

## 政治
佩戈马所属的省级选区为芒德略拉纳普勒县。

## 人口

1962-2008年间佩戈马人口变化图示

佩戈马于2022年1月1日时的人口数量为8143人。